# Jolliffeit
Jolliffeit ist ein sehr selten vorkommendes Mineral aus der Mineralklasse der „Sulfide und Sulfosalze“ mit der idealisierten chemischen Zusammensetzung NiAsSe und damit chemisch gesehen ein Nickel-Arsen-Selenid und das Se-Analogon von Gersdorffit. Als enge Verwandte der Sulfide werden die Selenide in dieselbe Klasse eingeordnet.
Jolliffeit kristallisiert im kubischen Kristallsystem, konnte bisher jedoch nur in Form winziger unregelmäßiger Körner bis etwa 240 μm Größe gefunden werden. Das Mineral ist in jeder Form undurchsichtig (opak) und zeigt auf den Oberflächen der zinnweißen Körner einen metallischen Glanz. Im Gegensatz zu seiner Oberflächenfarbe ist seine Strichfarbe schwarz.

## Etymologie und Geschichte
Erstmals entdeckt wurde Jolliffeit in Mineralproben aus dem Bohrkern FH-86-21 dem Gebiet der Fish Hook Bay auf der Halbinsel Shirley nahe dem Athabascasee in der kanadischen Provinz Saskatchewan (59° 28′ 0″ N, 108° 24′ 0″ W). Die Erstbeschreibung erfolgte 1991 durch Louis J. Cabri, J. H. Gilles Laflamme, Andrew C. Roberts, Alan J. Criddle und Larry J. Hulbert. Sie benannten das Mineral in Gedenken an Alfred „Fred“ Walton Jolliffe (1907–1988), einem früheren Geologen beim Geological Survey of Canada und Professor an der Queen’s University in Kingston (Ontario), um dessen Beiträge zur Mineralexploration im Norden von Saskatchewan zu ehren.
Das Typmaterial des Minerals wird in der Sammlung der Geological Survey of Canada in Ottawa unter der Katalog-Nr. 65747 aufbewahrt.

## Klassifikation
Da der Jolliffeit erst 1989 als eigenständiges Mineral anerkannt wurde, ist er in der seit 1977 veralteten 8. Auflage der Mineralsystematik nach Strunz noch nicht verzeichnet. Einzig im Lapis-Mineralienverzeichnis nach Stefan Weiß, das sich aus Rücksicht auf private Sammler und institutionelle Sammlungen noch nach dieser alten Form der Systematik von Karl Hugo Strunz richtet, erhielt das Mineral die System- und Mineral-Nr. II/D.18-25. In der „Lapis-Systematik“ entspricht dies der Klasse der „Sulfide und Sulfosalze“ und dort der Abteilung „Sulfide mit [dem Stoffmengenverhältnis] Metall : S,Se,Te < 1 : 1“, wo Jolliffeit zusammen mit Cobaltit, Gersdorffit, Hollingworthit, Irarsit, Kalungait, Milotait, Platarsit, Tolovkit, Ullmannit und Willyamit die „Cobaltit-Gruppe“ bildet (Stand 2018).
Die seit 2001 gültige und von der International Mineralogical Association (IMA) bis 2009 aktualisierte 9. Auflage der Strunz’schen Mineralsystematik ordnet den Jolliffeit dagegen in die Abteilung der „Metallsulfide mit M : S ≤ 1 : 2“ ein. Diese ist zudem weiter unterteilt nach dem genauen Stoffmengenverhältnis und den in der Verbindung vorherrschenden Metallen, so dass das Mineral entsprechend seiner Zusammensetzung in der Unterabteilung „M : S = 1 : 2, mit Fe, Co, Ni, PGE usw.“ zu finden ist, wo es zusammen mit Changchengit, Cobaltit, Gersdorffit-P213, Gersdorffit-Pa3, Gersdorffit-Pca21, Hollingworthit, Irarsit, Kalungait, Krutovit, Maslovit, Mayingit, Michenerit, Milotait, Padmait, Platarsit, Testibiopalladit, Tolovkit, Ullmannit und Willyamit die „Gersdorffitgruppe“ mit der System-Nr. 2.EB.25 bildet.
Auch die vorwiegend im englischen Sprachraum gebräuchliche Systematik der Minerale nach Dana ordnet den Jolliffeit in die Klasse der „Sulfide und Sulfosalze“ und dort in die Abteilung der „Sulfidminerale“ ein. Hier ist er in der „Cobaltitgruppe (Kubische oder pseudokubische Kristalle)“ mit der System-Nr. 02.12.03 innerhalb der Unterabteilung „Sulfide – einschließlich Seleniden und Telluriden – mit der Zusammensetzung AmBnXp, mit (m+n) : p = 1 : 2“ zu finden.

## Chemismus
Der idealisierten (theoretischen) Zusammensetzung von Jolliffeit (NiAsSe) zufolge besteht die Verbindung aus Nickel (Ni), Arsen (As) und Selen (Se) im Stoffmengenverhältnis von 1 : 1 : 1. Dies entspricht einem Massenanteil (Gewichts-%) von 27,61 % Ni, 35,24 % As und 37,15 % Se. Da sich Arsen und Selen in der Verbindung wie schwefelähnliche Nichtmetalle verhalten, werden diese zusammengezählt und das Stoffmengenverhältnis entsprechend mit Metall : Schwefel (Selen, Tellur) = 1 : 2 angegeben.
Die Elektronenstrahlmikroanalyse an sieben Jolliffeit-Körnern aus der Typlokalität ergab dagegen eine durchschnittliche Zusammensetzung von 23,2 Gew.-% Ni, 36,6 Gew.-% As und 36,6 Gew.-% Se sowie zusätzlich 5,1 Gew.-% Cobalt (Co) und geringe Fremdbeimengungen von 0,09 Gew.-% Kupfer (Cu), 0,08 Gew.-% S und 0,06 Gew.-% Eisen (Fe). Dies korrespondiert mit der empirischen Formel (Ni0,83Co0,18)Σ1,01As1,01(Se0,97S0,01)Σ0,98, die zu NiAsSe idealisiert wurde.

## Kristallstruktur
Jolliffeit kristallisiert kubisch in der Raumgruppe Pa3 (Raumgruppen-Nr. 205) mit dem Gitterparameter a = 5,83 Å sowie vier Formeleinheiten pro Elementarzelle.

## Bildung und Fundorte
An seiner Typlokalität Fish Hook Bay bildete sich Jolliffeit in metasedimentärem Gestein in einer Bruch-Zone nahe einem Dolomit-Peridotit-Kontakt. Als Begleitminerale traten hier vor allem Clausthalit, Uraninit (Pechblende) und verschiedene Pb-Bi-Ag-Selenide auf. Des Weiteren wurden im Bohrkern noch gediegen Gold und Silber sowie Arsenopyrit, Bornit, Calcit, Chalkopyrit, Cobaltit oder Gersdorffit, Coffinit, Dolomit, Hämatit, Löllingit, Pyrit, Quarz und Tiemannit entdeckt.
Außer an seiner Typlokalität, die auch der bisher einzige Fundort in Kanada ist, fand sich das Mineral bisher nur noch in den Uranerz-Lagerstätten des Bergbaureviers Schlema-Alberoda-Hartenstein im sächsischen Erzgebirgskreis in Deutschland und nahe dem Ortsteil Předbořice von Kovářov im tschechischen Okres Písek (Stand 2020).